# Psydrus
Psydrus is een geslacht van kevers uit de familie van de loopkevers (Carabidae). De wetenschappelijke naam van het geslacht is voor het eerst geldig gepubliceerd in 1846 door LeConte.

## Soorten
Het geslacht Psydrus is monotypisch en omvat slechts de volgende soort:
- Psydrus piceus LeConte, 1846